# 2481 Bürgi
2481 Bürgi este un asteroid din centura principală, descoperit pe 18 octombrie 1977, de Paul Wild.